# Dalandzsargalan járás
Dalandzsargalan járás (mongol nyelven: Даланжаргалан сум) Mongólia Kelet-Góbi tartományának egyik járása. Területe 4046 km². Népessége kb. 2100 fő.
Székhelye, Comog (Цомог) 150 km-re fekszik Szajnsand tartományi székhelytől.